# Margarida de Castello
Santa Margarida de Città di Castello (Perúgia, 1287 - 12 de abril de 1320) foi católica romana italiana e professa membro da Ordem Terceira de São Domingos. Margarida tinha deficiências e tornou-se conhecida por sua profunda fé e santidade. Seus pais a abandonaram em uma igreja local devido a suas deficiências e os pobres da cidade a acolheram e cuidaram dela. Mais tarde, as freiras lhe ofereceram uma casa em seu convento, mas logo passaram a detestar sua presença e expulsá-la, levando os pobres da cidade a mais uma vez acolhê-la e cuidar dela. Mas ela se encontrou com frades dominicanos e foi aceita como membro secular em sua terceira ordem; ela começou uma escola para crianças para ensiná-los na fé e freqüentemente cuidava das crianças enquanto seus pais estavam trabalhando.
A santidade de Margarida era evidente para todos em sua vida que as pessoas faziam lobby para que ela fosse enterrada na igreja local, o que era uma honra reservada a poucos - esta foi uma demonstração clara de que as pessoas acreditavam em sua santidade. Sua beatificação foi aprovada pelo Papa Paulo V em 19 de outubro de 1609. Mais tarde, o Papa Francisco a declarou santa por meio de canonização equipolente em 24 de abril de 2021.

## Vida
Margarida della Metola nasceu em Perugia em 1287 filha dos nobres Parisio e Emilia no Castelo de Metola perto de Mercatello sul Metauro. Seu pai serviu na guarnição do castelo.
Metola nasceu cega com uma forte curvatura da coluna e tinha dificuldade para andar; ela também era uma anã. Embora seus pais (que tinham vergonha dela e seu orgulho ficasse) a esconderam de tudo, uma empregada gentil a encontrou e lhe deu o nome de Margarida (derivado da palavra grega "margaron", que significa "pérola"). Quando ela foi quase descoberta publicamente aos seis anos, seus pais a prenderam por cerca de uma década em um quarto anexo à capela de sua residência, para garantir que ninguém a visse, embora ela pudesse assistir à Missa e receber os sacramentos. O capelão de seus pais a instruiu na fé. Assim que ela foi presa, seu pai ordenou a um pedreiro que selasse a porta, já que era sua intenção mantê-la lá até que ela morresse.
Mas logo houve uma ameaça iminente de invasão ao castelo, então Parisio ordenou que sua esposa colocasse um véu escuro sobre sua filha para que os dois pudessem fugir para seu outro castelo em Mercatello. Lá ela foi novamente presa em um cubículo em forma de abóbada contendo nada mais do que um velho pequeno banco. Havia alguns que sabiam de Margarida e ficavam furiosos com seu tratamento, embora nunca ousassem abordar o assunto com o às vezes temperamental Parisio. Sua mãe logo sugeriu levá-la a uma igreja onde milagres aconteciam. Emília perguntou timidamente ao marido, mas surpreendeu-se ao ver que ele demonstrava grande interesse.
Em 1303, seus pais a levaram certa manhã a um santuário na igreja franciscana em Castello - onde se dizia que milagres aconteciam - para vir esperando uma cura para os defeitos de nascença de Metola. Quando nenhum milagre aconteceu, seus pais a abandonaram lá. Mas ela nunca chegou a ficar ressentida ou amarga com a decisão de seus pais. Algumas mulheres foram à igreja para notá-la ali. Os pobres da cidade a acolheram como uma das suas e ela foi passada para várias famílias pobres que ajudavam prisioneiros e outras pessoas pobres. Metola logo recebeu refúgio seguro em um convento local. Seu modo de vida relaxado, porém, logo entrou em conflito com sua fé intensa e ela foi expulsa do convento, pois seu fervor era uma reprovação tácita para as freiras que passaram a detestar sua presença. Foi depois disso que ela fixou residência na cidade, onde os habitantes da cidade voltaram a cuidar dela. Para agradecê-los por sua gentileza, ela abriu uma pequena escola para as crianças da cidade, onde as instruiu na fé e nos salmos, que ela havia aprendido durante seu tempo com as freiras. Metola também cuidava das crianças da cidade quando seus pais iam trabalhar.
Em 1303 ela conheceu os frades dominicanos que se estabeleceram na cidade há pouco tempo. Margarida ficou sob sua orientação espiritual e foi admitida no capítulo local da Ordem Terceira de São Domingos; ela recebeu o hábito religioso da ordem. Metola usou esse hábito pelo resto de sua vida.
Metola morreu em 12 de abril de 1320 e as multidões em seu funeral exigiram que ela fosse enterrada dentro da igreja contra a resistência do pároco. Mas depois que uma menina deficiente foi curada no funeral, ele permitiu o enterro de Metola lá dentro.

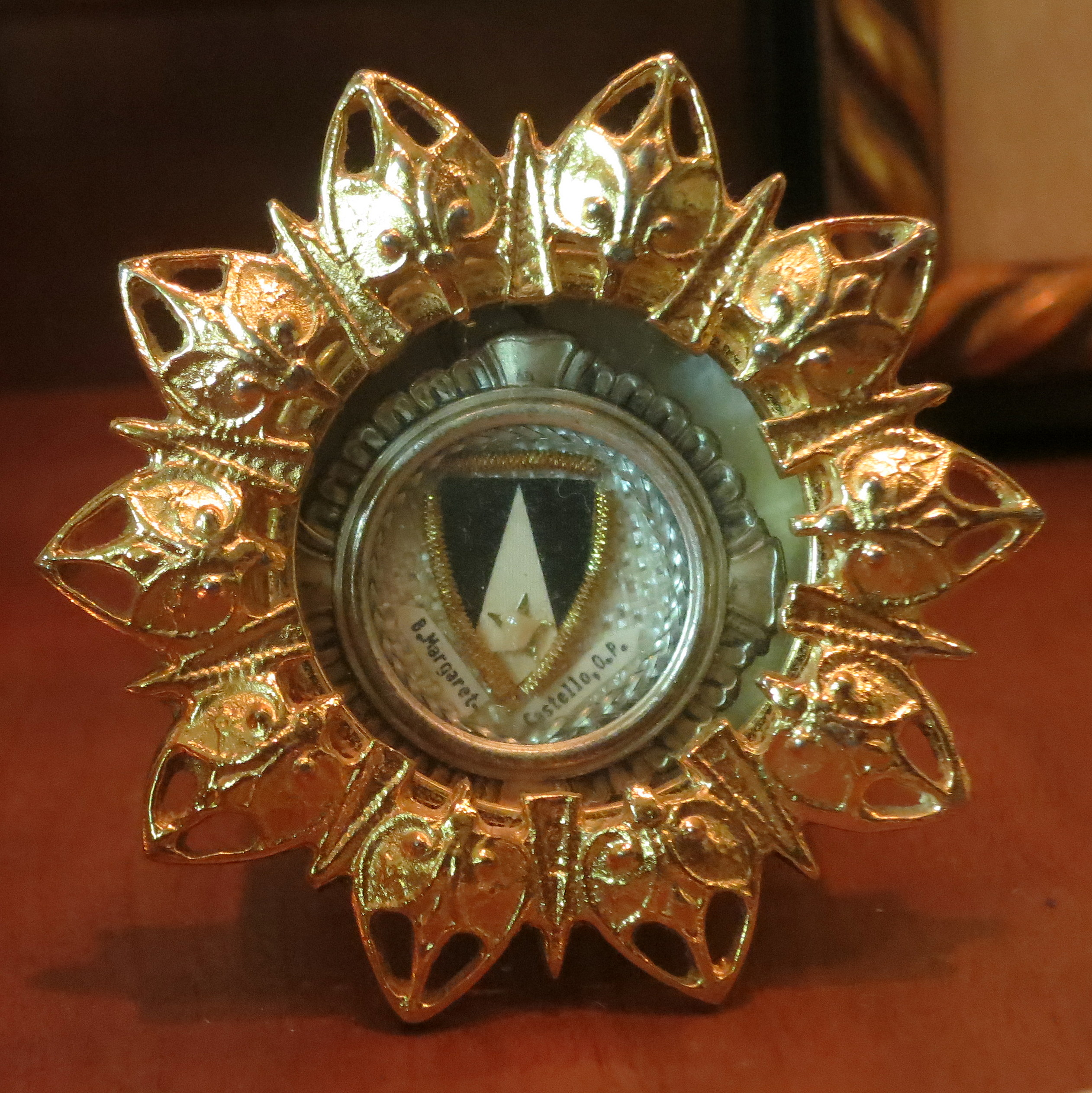
Relíquia na Igreja de São Patrício - uma paróquia que abriga um santuário para ela.

## Santidade
Seus restos mortais foram transferidos em 9 de junho de 1558 porque seu caixão estava podre. Suas roupas também estavam podres, mas seus restos mortais foram preservados. O bispo local ordenou que um novo caixão fosse feito para abrigar seus restos mortais, embora ele tenha decidido inspecionar seus restos mortais para a causa de beatificação iniciada. Metola media mais de um metro de comprimento e sua cabeça era bastante grande em proporção à sua figura magra. Sua testa era larga, com um rosto afilado até o queixo e um nariz bastante proeminente. Seus dentes eram pequenos e regulares e eram serrilhados nas bordas. Suas mãos e pés eram pequenos, com a perna direita uma polegada e meia mais curta que a esquerda (a causa de sua claudicação).
Seu " culto " (ou veneração de longa data) foi reconhecido permitindo que o Papa Paulo V lhe conferisse uma beatificação equivalente em 19 de outubro de 1609. O papa Clemente X estendeu o privilégio de uma missa e ofício divino em seu nome para toda a ordem dominicana em 6 de abril de 1675, em vez de para o ramo perugiano, como Paulo V havia feito em sua beatificação. Em 1988, o arcebispo de Urbino, Ugo Donato Bianchi, nomeou-a padroeira dos cegos. O Papa Francisco a declarou santa por meio de canonização equipolente em 24 de abril de 2021.